# Кальма (лагерь беженцев)

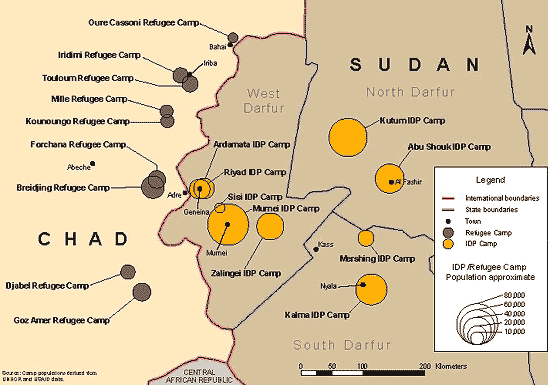
Расположение лагерей беженцев в Дарфуре

Кальма (англ. Kalma) — лагерь беженцев в Дарфуре, Судан. Расположен в 17 км от города Ньяла. На 2007 год, в лагере жило около 90 000 человек. Практически все жители лагеря были вынуждены перебраться в него из за войны в Дарфуре, между группировками местного негроидного населения и арабскими повстанческими отрядами «Джанджавид».
В лагере имели место митинги, протесты и беспорядки. К примеру, в сентябре 2017 года, когда в лагерь приехал президент Судана Омар аль-Башир, местные устроили бунты, в результате которых погибли 3 человека и пострадали 26.